# Violeta (bài hát của Iz*One)
"Violeta" (tiếng Hàn: 비올레타) là một bài hát được thu âm bởi nhóm nhạc nữ Hàn Quốc–Nhật Bản Iz*One và phát hành vào ngày 1 tháng 4 năm 2019 bởi Off the Record Entertainment dưới dạng đĩa đơn chủ đề từ mini-album thứ hai (EP) của nhóm Heart*Iz.

## Sáng tác
"Violeta" là một ca khúc nhạc pop với giai điệu tropical house và đoạn mở đầu âm mang hơi hướng future bass, được lấy cảm hứng từ câu chuyện "Hoàng tử Hạnh phúc". Bài hát được Jeff Benjamin của Billboard mô tả là  "mang chủ đề màu sắc và hoa cỏ, và trong đó các cô nàng lôi kéo người tình mở lòng với họ như một bông hoa sắp nở". "Violeta" mang đến một giai điệu dồn dập và tập trung vào vũ đạo hơn so với bài hát tiếng Hàn trước đó "La Vie en Rose". Jack Wannan của LWOS Life ca ngợi bài hát là "[một] tác phẩm tuyệt vời".

## Hiệu suất thương mại
Tại Hàn Quốc, bài hát đạt vị trí cao nhất thứ 18, trở thành đĩa đơn xếp hạng thấp nhất của IZ*ONE trên Bảng xếp hạng kỹ thuật số Gaon. Trên K-Pop Hot 100, bài hát đạt vị trí cao nhất thứ năm và trở thành bài hát có thứ hạng cao nhất của nhóm trong bảng xếp hạng. Trên bảng xếp hạng US World, bài hát đạt vị trí thứ tám và trở thành bản hit thứ hai của IZ*ONE xuất hiện trong top 10. Mặc dù là một đĩa đơn tiếng Hàn nhưng bài hát đã thành công ở Nhật Bản khi đạt vị trí thứ 13 trên Billboard Japan Hot 100.

## Video âm nhạc
Video âm nhạc của "Violeta" được phát hành vào ngày 1 tháng 4 năm 2019. Do Digipedi đạo diễn, video mang đến "hình ảnh sống động và có chủ đề thiên nhiên [...] bao gồm hoa cỏ, lăng kính phát sáng, nước bắn tung tóe và các thiết kế thẩm mỹ khác".
Tính đến ngày 30 tháng 10 năm 2021, video âm nhạc đã đạt được hơn 85 triệu lượt xem. Off the Record đã phát hành một video đặc biệt để kỷ niệm việc này.

## Đội ngũ
Dựa theo ghi chú lót của Heart*Iz.
| - Iz*One – hát chính - Choi Hyun-joon – sáng tác, viết lời, chỉ đạo giọng hát - Kim Seung-soo – sáng tác, viết lời - Park Seul-gi – sắp xếp, lập trình, nhạc cụ - Kim So-ri – điệp khúc | - Kim Min-hee – kỹ sư thu âm - Choi Hyun-jun – chỉnh sửa giọng hát - Mr. Cho – kỹ sư mixing - Kwon Nam-woo – kỹ sư mastering |

## Bảng xếp hạng
| Bảng xếp hạng (2019)               | Thứ hạng cao nhất |
| ---------------------------------- | ----------------- |
| Nhật Bản (Japan Hot 100)           | 13                |
| Hàn Quốc (Gaon)                    | 18                |
| Hàn Quốc (K-pop Hot 100)           | 5                 |
| US World Digital Songs (Billboard) | 8                 |

## Giải thưởng

### Chương trình âm nhạc
| Chương trình              | Ngày                | Tham khảo |
| ------------------------- | ------------------- | --------- |
| M Countdown (Mnet)        | 11 tháng 4 năm 2019 | [ 14 ]    |
| M Countdown (Mnet)        | 25 tháng 4 năm 2019 |           |
| M Countdown (Mnet)        | 18 tháng 4 năm 2019 | [ 15 ]    |
| The Show (SBS MTV)        | 9 tháng 4 năm 2019  | [ 16 ]    |
| The Show (SBS MTV)        | 23 tháng 4 năm 2019 |           |
| The Show (SBS MTV)        | 16 tháng 4 năm 2019 | [ 17 ]    |
| Show Champion (MBC Music) | 10 tháng 4 năm 2019 | [ 18 ]    |
| Show Champion (MBC Music) | 17 tháng 4 năm 2019 | [ 19 ]    |
| Music Bank (KBS)          | 12 tháng 4 năm 2019 | [ 20 ]    |
| show music core (MBC)     | 19 tháng 4 năm 2019 |           |